# Goya (Corrientes)
Goya é um cidade da Argentina, localizada na província de Corrientes. É a capital do departamento de Goya.